# اقتصاد نوآوری
اقتصاد نوآوری حوزهٔ رو به رشدی از نظریهٔ اقتصاد و اقتصاد تجربی/ کاربردی است که بر نوآوری و کارآفرینی تأکید دارد که شامل استفاده از هر نوع نوآوری، به ویژه فناوری، در استفادهٔ اقتصادی است. این مفهوم در اقتصاد کلاسیک، بکارگیری فناوری جدید مشتری در استفاده اقتصادی است؛ این مفهوم همچنین می‌تواند به حوزهٔ نوآوری و اقتصاد تجربی اشاره داشته باشد که به تحولات جدید علوم اقتصادی اشاره دارد که ممکن است نوآورانه در نظر گرفته شوند. یوزف شومپیتر، اقتصاددان، در کتاب خود در سال ۱۹۴۲، سرمایه‌داری، سوسیالیسم و دموکراسی، مفهوم اقتصاد نوآوری را معرفی کرد. او استدلال کرد که مؤسسات در حال تحول، کارآفرینان، و تغییرات تکنولوژیکی در مرکز رشد اقتصادی قرار دارند. با این حال، تنها در اوایل قرن بیست و یکم بود که «اقتصاد نوآوری» که بر پایهٔ ایده‌های شومپیتر استوار بود، به یک مفهوم اصلی تبدیل شد.